# アメリカ合衆国におけるヘイトスピーチ
アメリカ合衆国におけるヘイトスピーチ（アメリカがっしゅうこくにおけるヘイトスピーチ）は、他のほとんどの自由民主主義諸国とは対照的に、規制されていない。アメリカ合衆国連邦最高裁判所は、ヘイトスピーチは合衆国憲法修正第1条の下で法的に保護される表現の自由に属すると繰り返し判決している。この問題に関連する、直近の連邦最高裁判所で争われた事件は2017年のものである。この裁判で判事たちは、合衆国憲法修正第1条によって保護される表現の自由の権利を持つ表現に「ヘイトスピーチ」が含まれることを満場一致で再確認した。

## 憲法の枠組み
表現の自由の保障は、元々の1788年時のアメリカ合衆国憲法には記述されていなかったが、2年後に権利章典の条項の一部として追加された。
1791年12月15日に成立したアメリカ合衆国憲法修正第1条は、「議会は表現または出版の自由を制限する法律を制定してはならない」と規定している。「表現または出版の自由を制限する法律を制定してはならない」という規定は、1868年7月9日に成立したアメリカ合衆国憲法修正第14条によって、州法にも及ぶと連邦最高裁判所は判断している。

## 連邦最高裁判例
1969年、連邦最高裁判所はブランデンバーグ対オハイオ州事件でクー・クラックス・クランのメンバーの演説を擁護し、「明白かつ現在の危険」という概念を創出した。
1992年のR.A.V.対セントポール市事件では、アフリカ系アメリカ人の家の庭で、白人のティーンエイジャーグループが十字架を燃やすというヘイトスピーチ行為を行った事件について争われた。法廷意見を執筆したアントニン・スカリア陪席判事は、規制される表現を特定の立場に基づいて判断していることを理由に、ティーンエイジャーグループを起訴したセントポール市条例は違憲であると判示した。
2011年のスナイダー対フェルプス事件においては、ウエストボロ・バプティスト教会が公共の場で多くのアメリカ人に不快感を与える表現を行っていることについて争われたが、連邦最高裁判所は8対1でウエストボロ・バプティスト教会とフレッド・フェルプスを支持する判決を下した。
2017年6月、連邦最高裁判所は、マタル対タム事件において、満場一致でランハム法の「人種を誹謗中傷する」商標の登録を禁止する規定が合衆国憲法修正第1条の表現の自由条項に反していると判決した。サミュエル・アリート判事は次のように記述している。
人種、民族、性別、宗教、年齢、障害、またはその他の同様の理由に基づき他者を卑しめる表現は憎むべきである。しかし、表現の自由の法学で最も誇るべきなのは、「我々が憎いと思う考え」を表現する自由を守ることである。
事実上、連邦最高裁判所は、「ヘイトスピーチ」が合衆国憲法修正第1条で保護されることを満場一致で再確認した。

## 国際比較
- 民衆扇動罪（ドイツ）